# Blame!
Blame! (ブラム！ Buramu!?) este o serie manga cyberpunk, de zece volume, creată de Tsutomu Nihei.
Un ONA de șase episoade a fost produs în 2003, cu un al șaptelea episod inclus pe DVD. În prezent se lucrează la un film de lung metraj creat prin CGI.

## Subiectul
Killy, un bărbat tăcut și solitar, ce posedă o armă incredibil de puternică, cunoscută ca un Gravitational Beam Emitter, călătorește printr-o vastă lume tehnologică cunoscută ca "The City" (Orașul). El e în căutare de Gene Net Terminal, un marker genetic (posibil) dispărut care permite oamenilor acces la Netsphere. "The City" este un nesfârșit spațiu vertical de pereți, scări și caverne, separate în "etaje" compuse din sute de mii de nivele. Etajele sau secțiunile Orașului sunt separate prin structuri aproape-inpenetrabile, cunoscute drept "Megastructuri". "Orașul" este locuit de triburi risipite de oameni și transhuman, precum și de cyborgi ostili cunoscuți drept Creaturi Siliconice. Genele Net Terminal par a fi cheia pentru oprirea  creșterii haotice, nestingherite, a Megastructurii, precum și o modalitate pentru a opri hoarda cunoscută ca Safeguard în încercările ei de a distruge omenirea.
De-alungul călătoriei sale, Killy se întâlnește și își unește forțele cu un inginer inventiv numit Cibo și un trib de oameni numit Electro-Fishers., care sunt vânați de către Safeguard, ce consideră orice om fără Gene Net Terminal drept o amenințare ce trebuie eliminată pe loc.

## Personaje
Killy (霧亥?)
Personajul principal. El este în căutare unui om cu Gene Net Terminal pentru a accesa Netsphere. Este echipat cu un Gravitational Beam Emitter, o armă de dimensiuni mici dar capabilă de atacuri incredibil de distructive.
Originea și motivațiile lui Killy sunt necunoscute. Killy vorbește foarte puțin și rar ezită să lupte. Dă dovadă de nivele de forță și rezistență supraomenești, și pare a poseda un ritm de vindecare foarte accelerat. Totuși preferă să folosească GBE-ul pentru ași elimina inamici. Killy pare a avea o conexiune cu Safeguard, dar asupra acestui lucru nu se discută niciodată.  A fost sugerat ca Killy este o versiune mai veche sau chiar un prototip al safeguardu-rilor prezentate în manga.
Înainte de a primi implanuri Safeguard de la Safeguard-ul Sanakan, Killy este prezentat ca un om obișnuit, dar care posedă o forță fizică crescută. Totuși după implanturi, el obține abilitatea de a scana și o identifică pe Sanakan ca Safeguard. Mai târziu el devine mai puternic, ajungând să fie capabil să omoare creaturi siliconice fără a folosi GBE-ul și să supraviețuiască unui atac direct al unui safeguard de nivelul 9 (cel mai mare nivel cunoscut). 
Cibo (シボ?)
Chief Scientist Cibo (シボ主任科学者 Cibo Shuninkagakusha?) este cercetătorul șef al corporației Capitol. Ea încearcă să acceseze NetSphere folosind o versiune artificială a genelor Net Terminal Genes, dar experimentul eșuează, o consecință fiind summonarea Safeguard-urilor, ceea ce duce la distrugerea facilității de cercetare.
În timpul călătoriei, Cibo trece prin multe schimbare ale formei fizice, accentuând natura transhumană a vieții în Megastructură. Cibo sparge sisteme de securitate și adună informații pentru al ajuta pe Killy în călătoria sa. Fața de Killy, ea vorbește mai mult, adesea în scopul de a înainta povestea.
Deoarece Cibo obține "o altă" formă Cibo, ea devine capabilă să lupte mai bine (prin intermediul costumului ei de Safeguard).
Sanakan
Un agent de nivel înalt al Safeguard care apare mai întâi sub forma unei fetițe, scunde cu păr negru. Ea dă impresia că are un interes particular în eliminarea tribului Electro-Fishers, și pare al cunoaște pe Killy din trecut.
Sanakan are 3 forme. Prima este forma unui copil care mai târziu este furat de Cibo și folosit timp de 10 ani. A doua formă este cea de Safeguard. Această formă este cea mai puternică, putând fi reînviată de mai multe ori. Sanakan folosește un GBE ca și Killy, dar cu o mărime mai mare, dar nu necesar mai mult sau mai puțin puternică. Cea de-a treia formă, similară cu corpul original, este umanoidă ca și Killy. Potrivit manga, forma Safeguard al lui Sanakan nu posedă un suflet, ci este doar un corp controlat de sistemul principal al Safeguard-ul, motivul pentru care, atunci când Cibo pătrunde în sistemul Safeguard-ului, toți exterminatori și Sanakan încetează să se mai miște pentru o perioadă de timp. Adevărata Sanakan, care o protejează mai târziu pe Cibo, este ucisă din nou de creaturi siliconice. După moarte (ea ajunge posibil în NetSphere), este avertizată de liderul ei că dacă se întoarce în realitatea de bază în forma sa de Safeguard (o forma posedând sufletul lui Sanakan), și este ucisă din nou, ei nu o vor putea reînvia din nou. În final Sanakan ajunge să aibă acelaș țel ca și Killy. Îl și ajuta pe Killy să distrugă Safeguard'ul de nivelul 9, care incearcă sa consume orbul lui Cibo.

## Locul desfășurării acțiunii
The City (Orașul) este o structură care luat naștere pe Pământ. Ființele mecanice cunoscute ca Builders (Constructori), care se deplasează modificând și creînd peisaje noi, par sa fi început a construi la nesfârșit, creândo structură enormă. Există un sistem inpenetrabil de izolare între diferitele etaje imense ale Orașului. Între acestea, există straturi alea unui material aproape indestructibil denumit "megastructure". Încercările de apropiere fata de megastructură rezultă în apariția masivă de safeguard-uri. Ocolirea safeguard-rulor este inutila deoarece este aproape imposibil să zgârii megastructura. Numai o lovitură directă de la un Gravitational Beam Emitter este capabilă să capable creeze o gaură în megastructură.
Orașul, și Constructori, erau controlați de către Netsphere și de către Authoritate dar aceștia si+au piedut intre timp puterea de a controla extinderea Orașului datorită creșterii haotice și nesigure.  Fără intervenția unui utilizator cu Gene Net Terminal ei nu își pot reînoi controlul asupra Orașului și al Safeguard-urilor, al carui scop original era sa elimine orice om care ar fi încercat sa acceseze NetSphera fără Gene Net Terminal. Safeguard-urile încearca acum sa elimine toți oameni fără Gene Net Terminal deoarece degradarea Orașului le-a corupt adevăratul scop.
A fost sugerat de către însăși Tsutomu Nihei in cartea Blame! And So On că Orașul este de fapt o Sferă Dyson de proporții inimaginabile. Circumferința sferica este speculată a fi aproximatic egală cu mărimea orbitei planetare a lui Jupiter (32.675 AU). Nici o dovadă nu contrazice aceste speculații, și prequel lui Blame!, NOiSE, precizeazâ că structura a trecut de orbita Lunii. În ultimul capitol al NOiSE, este precizat că "La un moment dat chiar și luna, care era cândva în cerul de deasupra, a fost integrată în structura Orașului".  În volumul 9, este dezvăluită o cameră care ar avea chiar diametrul aproximativ egal cu marimea lui Jupiter, reîntărind speculațiile cu privire la marimea Megastructurii.

## Publicații
Manga originală japoneză a fost colectată în 10 volume (tankōbon) de către divizia Afternoon KC a Kodansha.
- Blame! #01 (1998/06) ISBN 4-06-314182-9
- Blame! #02 (1998/12) ISBN 4-06-314194-2
- Blame! #03 (1999/08) ISBN 4-06-314218-3
- Blame! #04 (2000/03) ISBN 4-06-314235-3
- Blame! #05 (2000/09) ISBN 4-06-314251-5
- Blame! #06 (2001/03) ISBN 4-06-314263-9
- Blame! #07 (2001/10) ISBN 4-06-314277-9
- Blame! #08 (2002/04) ISBN 4-06-314289-2
- Blame! #09 (2002/12) ISBN 4-06-314310-4
- Blame! #10 (2003/09) ISBN 4-06-314328-7

În februarie 2005, Tokyopop a anunțat că a obținut licența Blame! pentru distribuție în S.U.A. , publicarea începând în august 2005.
În 2006 Tokyopop a fost nominalizat pentru premiul Harvey Award la categoria 'Best American Edition of Foreign Material'. 
- Blame! #01 (2005/08) ISBN 1-59532-834-3
- Blame! #02 (2005/11) ISBN 1-59532-835-1
- Blame! #03 (2006/02) ISBN 1-59532-836-X
- Blame! #04 (2006/05) ISBN 1-59532-837-8
- Blame! #05 (2006/07) ISBN 1-59532-838-6
- Blame! #06 (2006/11) ISBN 1-59532-839-4
- Blame! #07 (2007/02) ISBN 1-59532-840-8
- Blame! #08 (2007/05) ISBN 1-59532-841-6
- Blame! #09 (2007/08) ISBN 1-59532-842-4
- Blame! #10 (2007/11) ISBN 1-59532-843-2